# NGC 1930

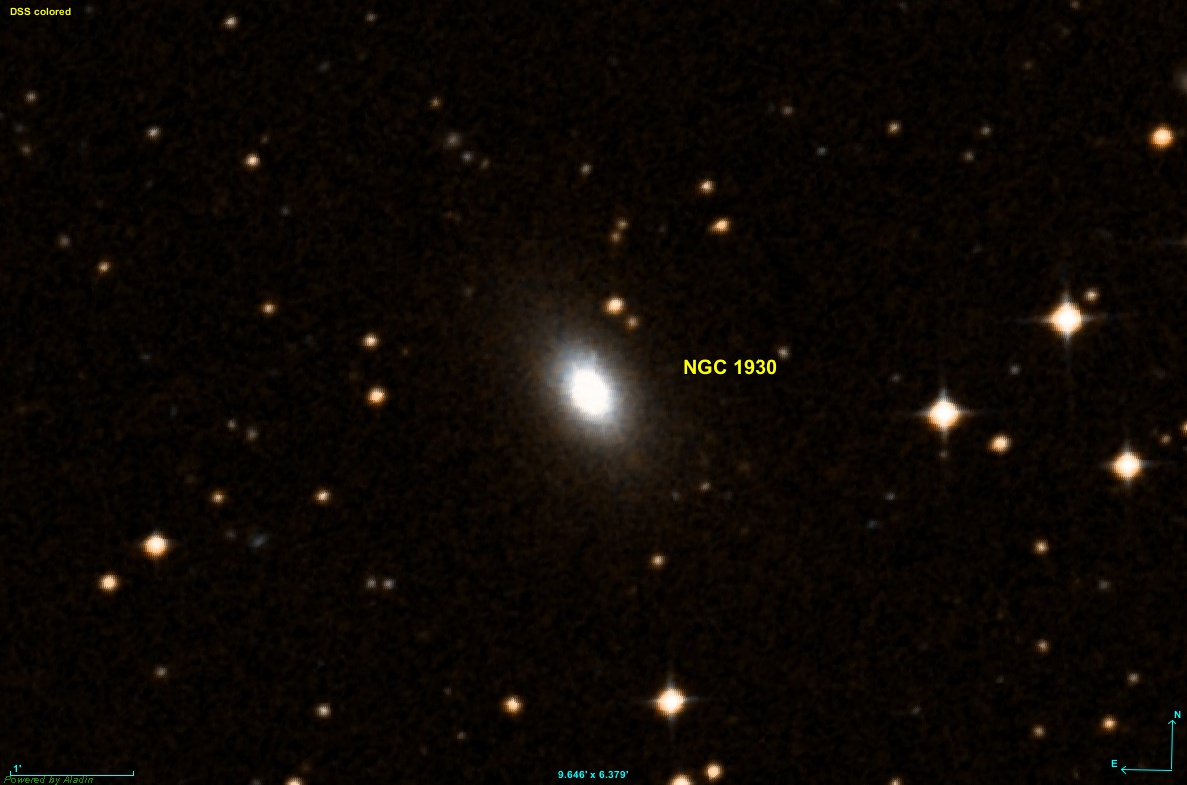

是绘架座的一個非常暗、圆形、中部稍微亮的小星系。由天文学家約翰·赫歇爾於1834年发现。